# Мельнице-Подольский поселковый совет
Ме́льнице-Подо́льский поселко́вый сове́т (укр. Мельнице-Подільська селищна рада) — входит в состав
Борщёвского района
Тернопольской области
Украины.
Административный центр поселкового совета находится в 
пгт Мельница-Подольская.

## Населённые пункты совета
- пгт Мельница-Подольская
- с. Зелёное